# 川崎東照宮
座標: 北緯34度41分46秒 東経135度31分06秒 / 北緯34.696009度 東経135.518471度

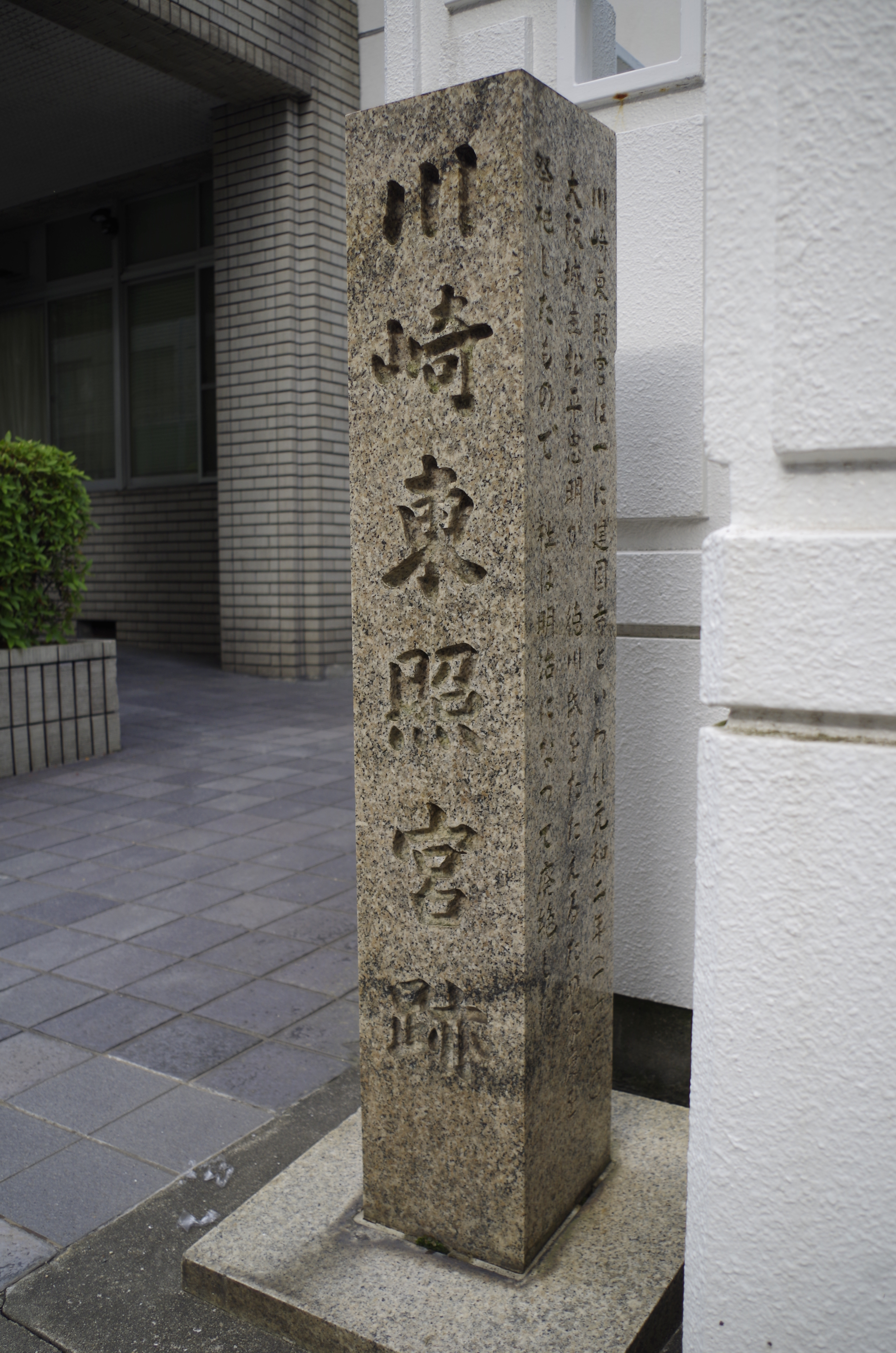
川崎東照宮跡石碑

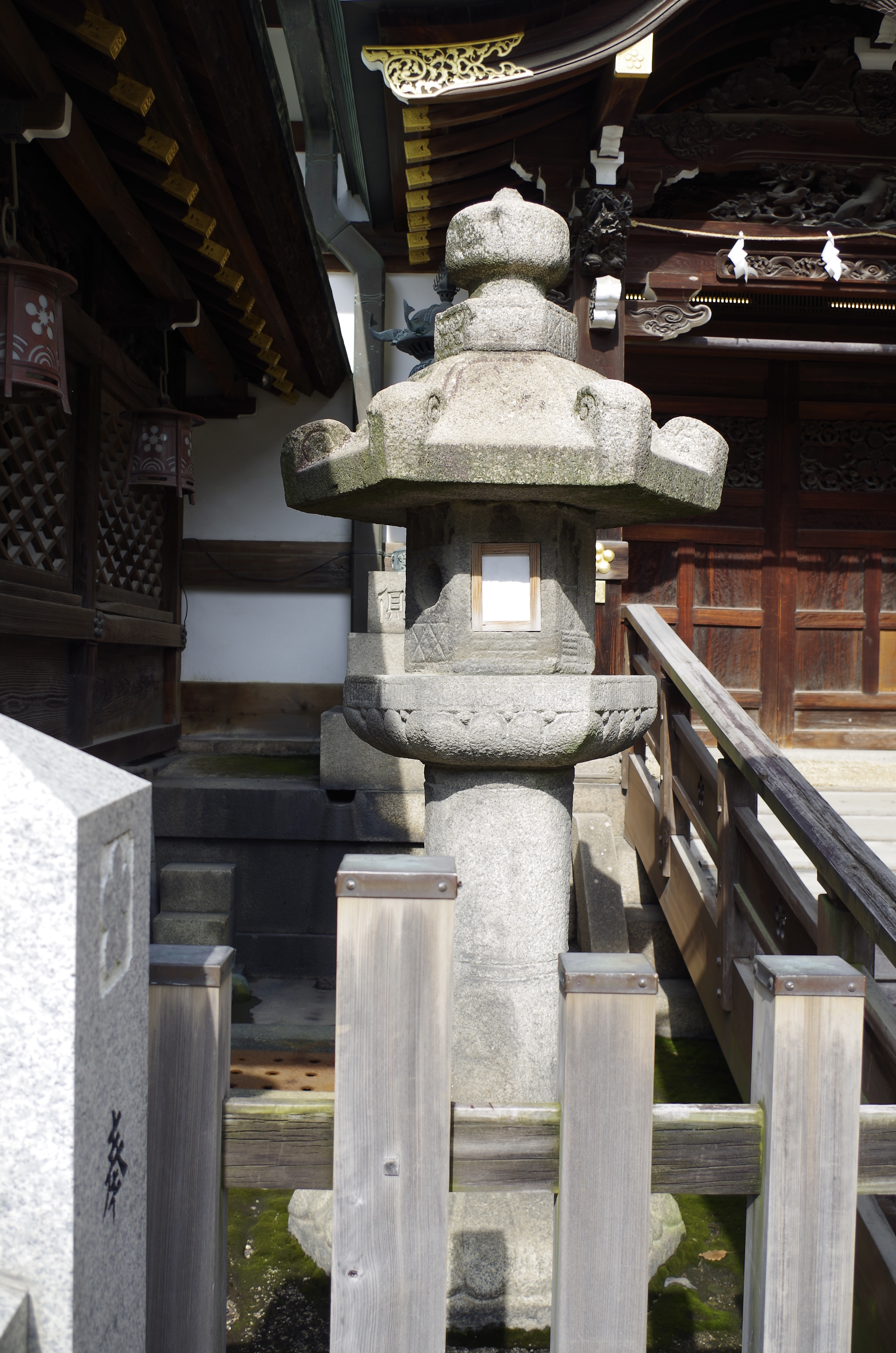
旧川崎東照宮石灯籠(大阪天満宮境内)

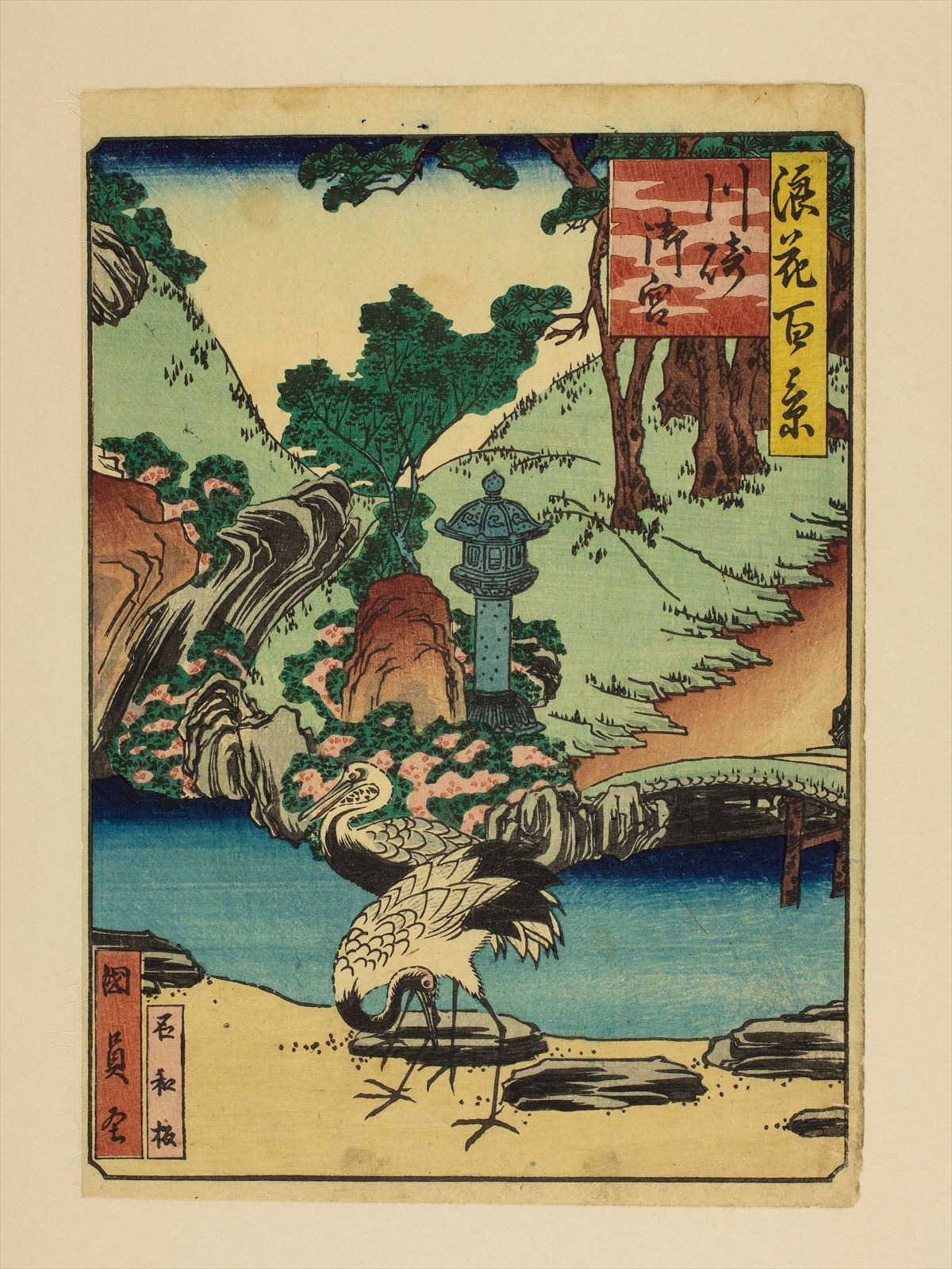
川崎御宮 (浪花百景)
1800年代。歌川國員/画

川崎東照宮（かわさきとうしょうぐう）は、江戸時代から明治時代初期にかけて摂津国（大阪府）西成郡川崎村（現・大阪市北区）にあった神社。東照大権現（徳川家康）を祀る東照宮の一社であったが、江戸幕府の崩壊と明治維新の影響により廃絶した。かつての境内には現在造幣局と大阪市立滝川小学校が建ち、滝川小学校正門横には川崎東照宮跡の石碑がある。

## 沿革
川崎東照宮は家康一周忌の1617年（元和3年）4月17日、当時大阪藩主であった松平忠明（家康の外孫）により天満本願寺（別名: 川崎本願寺）の跡地（織田有楽斎の別荘跡地でもあった）付近に創建された。寺内町の天満、城下町の大坂および伏見（大坂の陣後、大坂を復興するため相当な数に上る伏見町人が大坂へ移住した）はいずれも豊臣秀吉によって造成された町であるため、豊臣色を払拭する大坂城修築工事と同様に、川崎東照宮創建にも町人たちの豊臣家への思慕の念を払拭する狙いがあったとみられている。
祭神は東照大権現（徳川家康）ということで、その本地仏は家康自身が信仰していた所縁の厄除薬師如来坐像としている。
別当寺として神護山建国寺が置かれ、例祭の「権現祭」には4月17日（家康の命日）と9月17日が定められた。そのうち4月17日の祭は家康の命日ということもあり、普段は高い塀で囲まれ門を閉ざしていた境内が開放されて一般町人にも家康肖像の拝観が許され、一説には約10万人もの参拝者が訪れる「浪花随一の紋日」として大坂市中随一の賑わいを見せたほどで、また春・秋両祭の前々日である15日より5日間は幕命により大坂の各町では家々の軒先に提灯が掲げられ、その様は大坂の春と秋の風物詩でもあった。
川崎東照宮は大塩平八郎の乱で社殿を焼失し、後に再興したが、慶応4年（1868年）に起きた鳥羽・伏見の戦いの後に大坂市中が混乱状態に陥った際に、忠明の子孫であり川崎東照宮の庇護者である松平忠誠の手配によって、その御神体は武蔵国埼玉郡の忍城内に鎮座する忍東照宮に移された。戊辰戦争において長州藩が川崎東照宮に本営を置いたことや、明治天皇の大阪行幸において豊國神社造営の勅が発せられたことから、反徳川・豊臣礼賛の機運が一気に高まり、敷地が造幣寮（現・造幣局）に充てられることとなり、1873年（明治6年）に廃絶した。
この際に摂津国西成郡下三番村（現・大阪市北区）の東光院（通称: 萩の寺）に本地仏である厄除薬師如来坐像を遷座し、現在は三十三観音堂の本尊となっている。そして川崎東照宮の本地堂「瑠璃殿」も移築されて東光院の東照閣仏舎利殿（あごなし地蔵堂）となっている。その他に、東照宮の石灯籠・鳳輦庫が大阪天満宮に移されている。なお、「権現祭」は東照宮の廃絶後も天満六組の応援を受けて1907年（明治40年）まで続き、その後は東光院の「萩まつり道了祭」に受け継がれている。
2016年（平成28年）、家康の400回忌に伴い、「埼玉県立歴史と民俗の博物館」において、特別展『徳川家康 一語り継がれる天下人一』が開催され、大阪天満宮から「旧川崎東照宮神輿」を出品した。
2017年（平成29年）大阪天満宮の天神祭「福梅講」が、かつて「旧川崎東照宮神輿」を奉戴していた縁により実現した。 